# 고덕평생학습관
고덕평생학습관(高德平生學習館)은 대한민국 서울특별시 강동구 고덕로 295 (고덕2동 296)에 있는 평생학습관이다. 개관 당시엔 고덕도서관이란 이름으로 개관했으나 1999년 고덕평생학습관으로 이름을 변경했다. 하지만 개관 초기의 이름과, 이 시설의 주된 업무가 도서 자료 제공임을 반영해 지역 주민들은 아직도 이 곳을 고덕도서관으로 부르는 경우가 있다. 도서 자료 제공 외에도 여러 가지 문화 강좌를 개설하고 있으며, 백일장을 열기도 한다.
휴관일은 매월 2,4째 월요일과 일요일 제외 법정공휴일, 그리고 도서관이 정하는 임시 휴관일이다.
현재 도서를 374897권 보유하고 있다.

## 사진 모음

고덕평생학습관
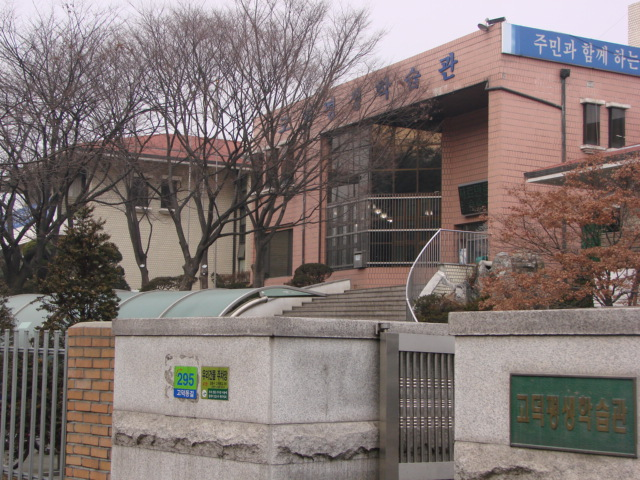
고덕평생학습관의 전경
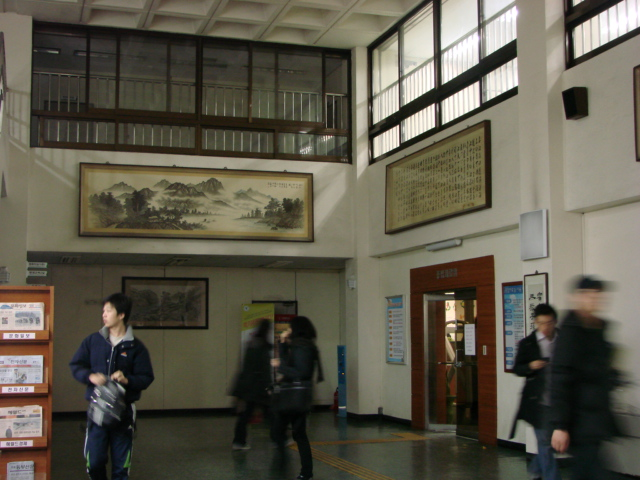
고덕평생학습관 1층 로비(리모델링전)
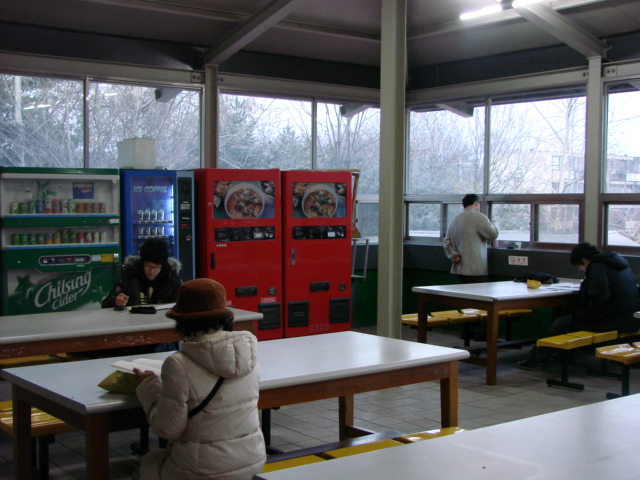
고덕평생학습관 2층 휴게실(리모델링전)